# Njazi Kuqi
Njazi Kuqi (ur. 25 marca 1983 w Vučitrnie) – fiński piłkarz występujący na pozycji napastnika. Jego starszym bratem jest Shefki Kuqi.

## Kariera klubowa
Kuqi zawodową karierę rozpoczynał w sezonie 2002 w FC Lahti. W debiutanckim sezonie był tam podstawowym graczem. W barwach Lahti rozegrał wówczas 24 ligowe spotkania i zdobył 5 bramek. Od następnego sezonu zaczął pełnić rolę rezerwowego. W Lahti spędził trzy sezony. Łącznie zagrał tam w 53 ligowych meczach i strzelił 16 goli.
1 stycznia 2005 roku za 500 tysięcy euro został sprzedany do angielskiego Birmingham City. 23 stycznia 2006 został wypożyczony na miesiąc do Blackpool. W marcu 2006 wypożyczono go do końca sezonu do Peterborough United. W kwietniu 2006 powrócił do Birmingham. Grał tam do końca sezonu 2005/2006. W barwach Birmingham przez półtora roku nie zagrał ani razu.
W lipcu 2006 odszedł do holenderskiego FC Groningen. Spędził tam pół roku, jednak nie wystąpił tam w żadnym spotkaniu. W styczniu 2007 przeszedł do niemieckiego FC Carl Zeiss Jena. Zadebiutował tam 19 stycznia 2007 w przegranym 2:3 meczu z Kickers Offenbach rozegranym w ramach rozgrywek 2. Bundesligi. Było to jednak jedyne spotkanie rozegrane przez niego w barwach Carl Zeiss. W sierpniu 2007 rozwiązano z nim kontrakt.
W styczniu 2008 podpisał kontrakt z drugoligowym TuS Koblenz. Pierwszy ligowy występ zanotował tam 3 lutego 2008 w zremisowanym 1:1 meczu z 1. FSV Mainz 05.
W sierpniu 2010 zagrał w 1 meczu Stevenage F.C., w którym grał 7 minut We wrześniu 2010 podpisał roczny kontrakt z Dundee F.C., jednakże po miesiącu opuścił klub. W marcu 2011 podpisał kontrakt na jeden sezon z Turun Palloseura. W sierpniu 2011 podpisał dwuletni kontrakt z Panioniosem Ateny. W czerwcu 2012 podpisał dwuletni kontrakt z Atromitosem Ateny. W grudniu 2013 przeszedł do US Pro Vercelli Calcio. W sierpniu 2014 trafił do Olympiakosu Wolos. W styczniu 2015 podpisał kontrakt do końca sezonu z SG Sonnenhof Großaspach. W maju 2015 opuścił ten klub. W lutym 2016 podpisał roczny kontrakt z PK-35 Vantaa. W sierpniu 2016 podpisał kontrakt do końca sezonu z Interem Turku, natomiast w listopadzie tegoż roku przedłużył ją o rok z możliwością przedłużenia o kolejny rok.

## Kariera reprezentacyjna
W reprezentacji Finlandii zadebiutował 12 marca 2005 w wygranym 1:0 towarzyskim meczu z Kuwejtem, w którym strzelił gola. W kadrze rozegrał łącznie 12 spotkań i strzelił 5 goli.